# فاليريا باتيوك
فاليريا باتيوك (بالعبرية: ולריה פטיוק‏) مواليد 11 مايو 1996 في زابوروجييه، أوكرانيا، هي لاعبة كرة مضرب إسرائيلية وتحتل حالياً المرتبة 1164 (21 مارس 2016) في تصنيف رابطة محترفات كرة المضرب. أعلى تصنيف لها في الفردي كان 640. أعلى تصنيف لها في الزوجي كان 603.

## النهائيات

### الفردي (1–0)
| الحصيلة | الرقم | التاريخ      | الدورة          | الأرضية | المنافس     | النتيجة       |
| ------- | ----- | ------------ | --------------- | ------- | ----------- | ------------- |
| الفوز   | 1.    | 23 مايو 2011 | رعنانا، إسرائيل | صلبة    | كيرين شلومو | 6–4, 2–6, 6–1 |

## روابط خارجية
- فاليريا باتيوك على موقع رابطة محترفات التنس (الإنجليزية)
- فاليريا باتيوك على موقع الاتحاد الدولي لكرة المضرب (الإنجليزية)
- فاليريا باتيوك على موقع كأس بيلي جين كينغ (الإنجليزية)
- فاليريا باتيوك على موقع خلاصة التنس.كوم (الإنجليزية)